# Önge
Öñge, domorodački narod koji živi na Malom Andamanu. Govore jezikom öñge. Po procjeni iz 2006. ima ih 98. Srodni su narodu Jarawa. Ang znači ljudsko biće. Sami sebe nazivaju En-iregale, što znači savršena osoba. Njihova populacija naglo je počela padati nakon kontakta s Britancima i Indijcima. 1900. ih je bilo 670. Danas žive u rezervatu koji zauzima manje od trećine njihove izvorne zemlje. Bave se uglavnom lovom na svinje (lukom i strijelom) i sakupljanjem plodova. Po njihovoj tradiciji muškarac se ne može oženiti dok ne ubije divlju svinju. Indijska vlada pokušavala je prisiliti Öñge na rad na plantažama u zamjenu za hranu i stanovanje, ali taj im je pokušaj kontaktiranja i uključivanja u društvo propao. Ovaj narod jedan je od najmanje plodnih na svijetu. Oko 40% bračnih parova je neplodno. Žene rijetko zatrudne prije dobi od 28 godina. Smrtnost novorođenčadi i djece u rasponu je od 40%. Neto stopa reproduktivnosti im je 0.91, dok je primjerice Velikim Andamancima 1.40.